# Héctor Morán
Héctor Eduardo Morán Correa (Durazno, 13 de fevereiro de 1962) é um ex-futebolista profissional uruguaio, que atuava como meia.

## Carreira
Héctor Morán se profissionalizou no Cerro.

## Seleção
Héctor Morán integrou a Seleção Uruguaia de Futebol na Copa América de 1993.